# Episodi di Laverne & Shirley (quinta stagione)
La quinta stagione della sit-com Laverne & Shirley  è stata trasmessa negli Stati Uniti dal 13 settembre 1979. In Italia questa stagione è trasmessa in prima visione su Canale 5.
| nº | Titolo originale                        | Titolo italiano | Prima TV USA      | Prima TV Italia |
| -- | --------------------------------------- | --------------- | ----------------- | --------------- |
| 1  | Shotgun Wedding                         |                 | 13 settembre 1979 |                 |
| 2  | One Heckuva Note                        |                 | 20 settembre 1979 |                 |
| 3  | Fat City Holiday                        |                 | 27 settembre 1979 |                 |
| 4  | Upstairs, Downstairs                    |                 | 4 ottobre 1979    |                 |
| 5  | What Do You Do with a Drunken Sailor?   |                 | 18 ottobre 1979   |                 |
| 6  | You've Pushed Me Too Far                |                 | 25 ottobre 1979   |                 |
| 7  | The Wedding                             |                 | 1º novembre 1979  |                 |
| 8  | Bad Girls                               |                 | 8 novembre 1979   |                 |
| 9  | You're in the Army, Now (Part 1)        |                 | 15 novembre 1979  |                 |
| 10 | You're in the Army, Now (Part 2)        |                 | 15 novembre 1979  |                 |
| 11 | Take Two, They're Small                 |                 | 22 novembre 1979  |                 |
| 12 | The Fourth Annual Shotz Talent Show     |                 | 6 dicembre 1979   |                 |
| 13 | Testing, Testing                        |                 | 13 dicembre 1979  |                 |
| 14 | Not Quite South of the Border           |                 | 7 gennaio 1980    |                 |
| 15 | You Oughta Be in Pictures               |                 | 14 gennaio 1980   |                 |
| 16 | The Beatnik Show                        |                 | 21 gennaio 1980   |                 |
| 17 | The Right to Light                      |                 | 28 gennaio 1980   |                 |
| 18 | Why Did the Fireman...                  |                 | 4 febbraio 1980   |                 |
| 19 | The Collector                           |                 | 11 febbraio 1980  |                 |
| 20 | Murder on the Moosejaw Express (Part 1) |                 | 26 febbraio 1980  |                 |
| 21 | Murder on the Moosejaw Express (Part 2) |                 | 4 marzo 1980      |                 |
| 22 | Survival Test                           |                 | 11 marzo 1980     |                 |
| 23 | The Duke of Squiggmann                  |                 | 25 marzo 1980     |                 |
| 24 | Antonio, the Amazing                    |                 | 1º aprile 1980    |                 |
| 25 | The Diner                               |                 | 6 maggio 1980     |                 |
| 26 | Separate Tables                         |                 | 13 maggio 1980    |                 |